# Nomosphecia insolens
Nomosphecia insolens là một loài tò vò trong họ Ichneumonidae.